# Geneviève Gambillon
Geneviève Gambillon ( 30 juni 1951) is een voormalig Frans wielrenster. 
Ze was de beste Franse vrouwelijke coureur in de jaren 70. Ze werd zowel in 1972 als in 1974 wereldkampioen op de weg. Ze stopte met wielrennen in 1978, waarna ze verpleegkundige in het ziekenhuis van Granville werd.

## Palmares
1969
- 1e nationaal kampioenschap op de weg
- 1e nationaal kampioenschap sprint
- 1e nationaal kampioenschap achtervolging

1970
- 1e nationaal kampioenschap op de weg
- 1e nationaal kampioenschap sprint
- 1e nationaal kampioenschap achtervolging

1971
- 1e nationaal kampioenschap sprint
- 1e nationaal kampioenschap achtervolging
- 2e nationaal kampioenschap op de weg

1972
- 1e wereldkampioenschap op de weg
- 1e nationaal kampioenschap op de weg
- 1e nationaal kampioenschap sprint
- 1e nationaal kampioenschap achtervolging

1973
- 1e nationaal kampioenschap sprint
- 1e nationaal kampioenschap achtervolging
- 3e nationaal kampioenschap op de weg

1974
- 1e wereldkampioenschap op de weg
- 1e nationaal kampioenschap op de weg
- 1e nationaal kampioenschap achtervolging

1975
- 1e nationaal kampioenschap op de weg
- 1e nationaal kampioenschap achtervolging
- 2e wereldkampioenschap op de weg

1976
- 1e nationaal kampioenschap op de weg
- 1e nationaal kampioenschap achtervolging
- 4e wereldkampioenschap op de weg

1977
- 1e nationaal kampioenschap op de weg